# Exellia scamnopetala
Exellia scamnopetala (Exell) Boutique – gatunek rośliny z monotypowego rodzaju Exellia w obrębie rodziny flaszowcowatych (Annonaceae Juss.). Występuje naturalnie w klimacie równikowym Afryki – w Gwinei Równikowej, Gabonie, Kongo, Demokratycznej Republice Konga oraz północnej części Angoli. 

## Morfologia
PokrójZimozielone i zdrewniałe liany dorastające do 12–15 m wysokości. Młode pędy są owłosione.
LiścieMają kształt od podłużnie eliptycznego do podłużnie odwrotnie jajowatego. Mierzą 9–22 cm długości oraz 3,5–8,5 cm szerokości. Blaszka liściowa jest lekko owłosiona od spodu, jej nasada jest zaokrąglona, a wierzchołek długo spiczasty. Ogonek liściowy jest owłosiony i dorasta do 3–5 mm długości.
KwiatySą pojedyncze lub zebrane w pary, rozwijają się w kątach pędów. Działki kielicha mają owalny kształt i zielonobrunatną barwę, są owłosione, dorastają do 1 mm długości. Płatków o barwie białej jest 6, ułożonych w dwóch okółkach, są wolne, zewnętrzne mają kształt od owalnego do prawie okrągłego i osiągają do 7–10 mm długości, natomiast wewnętrzne są trójkątnie owalne i mierzą 11–17 mm długości. Kwiaty mają 15 pręcików ułożonych w dwóch okółkach oraz 3 wolne słupki o cylindrycznym kształcie i długości 2–3 mm.
OwocePojedyncze lub zebrane po 2–3 w owoc zbiorowy o kulistym kształcie. Są siedzące, owłosione lub pokryte brodawkami. Osiągają 15–30 mm średnicy. Początkowo mają zielony kolor, później przebarwiają się na czarno.

## Biologia i ekologia
Rośnie w wilgotnych wiecznie zielonych lasach. 

## Systematyka
Pozycja według APweb (aktualizowany system APG III z 2009)
Gatunek i rodzaj należą do plemienia Uvarieae Hook.f. & Thomson, podrodziny Annonoideae w obrębie rodziny flaszowcowatych (Annonaceae Juss.). Rodzina ta zaliczana jest do rzędu magnoliowców Magnoliales, reprezentującego tzw. wczesne dwuliścienne.